# Frelle Petersen
René Frelle Petersen (født 1980 i Aabenraa) er en dansk filminstruktør og manuskriptforfatter, især kendt for sin sønderjyske hjemstavnstrilogi Onkel, Resten af livet og Hjem kære hjem. Frelle Petersen startede som instruktørassistent i 2003. Han har siden instrueret fire kortfilm. Han debuterede som spillefilminstruktør med Hundeliv (2016), der var udtaget til Seattle International Film Festival og nomineret til en Bodil. 
Frelle Petersens anden spillefilm Onkel vandt bodilprisen for bedste manuskript, og hans tredje spillefilm, Resten af livet (2022) modtog en bodil for bedste danske film ved bodiluddelingen i 2023.  
Han grundlagde produktionsselskabet 88miles i 2013 sammen med producer Marco Lorenzen. Selskabet har produceret både Hundeliv og Onkel.
I Onkel har Frelle Petersen i sin research boet og arbejdet i tre måneder på gården, hvor filmen foregår og har castet indenfor en radius af 15 km for at opnå den helt rette sønderjyske dialekt.

## Filmografi
- Hundeliv (2015)
- Onkel (2019)
- Resten af livet (2022)
- Hjem kære hjem (2025)

## Priser
- 2019: Onkel vinder Tokyo Sakura Grand Prix ved Tokyo International Film Festival.
- 2019: Politikens Talentpris ved CPH PIX med filmen "Onkel".
- 2020: JydskeVestkystens kulturpris med filmen "Onkel".
- 2020: Bodilprisen for bedste manuskript til filmen Onkel.
- 2022: Erik Ballings Rejselegat.[2]
- 2023: Bodilprisen for bedste danske film for Resten af livet